# Lista postaci serialu Battlestar Galactica
Lista postaci serialu Battlestar Galactica

## Serial oryginalny
Bohaterowie serialu Battlestar Galactica (serial telewizyjny 1978)
- Komandor Adama – grany przez Lorne Greene
- Prezydent Adar – grany przez Lew Ayres
- Kapitan Apollo – grany przez Richard Hatch
- Porucznik Athena – grana przez Maren Jensen
- Hrabia Baltar – John Colicos
- Porucznik Boomer – Herb Jefferson Jr.
- Serina – Jane Seymour
- Boxey – Noah Hathaway
- Cassiopeia – Laurette Spang-McCook (Laurette Spang)
- Greenbean – Ed Begley
- Jolly – Tony Swartz
- Omega – David Grennan
- Rigel – Sarah Rush
- Dr. Salik – George Murdock
- Porucznik Sheba – Anne Lockhart
- Porucznik Starbuck – Dirk Benedict
- Pułkownik Tigh – Terry Carter
- Komandor Cain – Lloyd Bridges

## Remake serialu (2003)
Bohaterowie nowego serialu Battlestar Galactica
- Admirał William „Husker” Adama – Edward James Olmos
- Prezydent Laura Roslin – Mary McDonnell
- Kapitan Kara 'Starbuck' Thrace – Katee Sackhoff
- Major Lee 'Apollo' Adama – Jamie Bamber
- Dr. Gaius Baltar – James Callis
- Number Six – Tricia Helfer
- Porucznik Sharon 'Boomer' Valerii/Sharon 'Athena' Agathon – Grace Park
- Pułkownik Saul Tigh – Michael Hogan
- Starszy bosman Galen Tyrol – Aaron Douglas
- Porucznik Karl C. 'Helo' Agathon – Tahmoh Penikett
- Porucznik Felix Gaeta – Alessandro Juliani
- Billy Keikeya – Paul Campbell
- Anastasia Dualla – Kandyse McClure
- Specjalistka Cally Henderson Tyrol – Nicki Clyne
- Porucznik Alex 'Crashdown' Quatararo – Samuel Witwer
- Wiceprezydent Tom Zarek – Richard Hatch
- Ellen Tigh – Kate Vernon
- D’Anna Biers (Number Three) – Lucy Lawless
- Admirał Helena Cain – Michelle Forbes
- Leoben Conoy (Number Two) – Callum Keith Rennie
- Doktor Cottle – Donnelly Rhodes
- Cavil (Number One) – Dean Stockwell
- Tory Foster – Rekha Sharma
- Samuel Anders – Michael Trucco
- Simon (Number Four) – Rick Worthy
- Aaron Doral (Number Five) – Matthew Bennett
- Daniel (Number Seven)

## Podobieństwa
Odpowiedniki postaci:
| 1978               | 2003                              | 2003 |
| ------------------ | --------------------------------- | ---- |
| Prezydent Roslin   | Prezydent Laura Roslin            |      |
| Komandor Adama     | Komandor William Adama            |      |
| Kapitan Apollo     | Kapitan Lee 'Apollo' Adama        |      |
| Porucznik Starbuck | Porucznik Kara 'Starbuck' Thrace  |      |
| Hrabia Baltar      | Dr Gaius Baltar                   |      |
| Porucznik Boomer   | Porucznik Sharon 'Boomer' Valerii |      |
| Pułkownik Tigh     | Pułkownik Saul Tigh               |      |
| Sierżant Omega     | Porucznik Felix Gaeta             |      |
| Rigel              | Anastasia 'Dee' Dualla            |      |
| Komandor Cain      | Admirał Helena Cain               |      |
| Troy 'Boxey'       | Boxey                             |      |